# Lovászy Márton (újságíró)
Lovászy Márton Jenő (körülbelül a negyvenes évekig: ifj. Lovászy Márton; Zombor, 1891. április 27. – Budapest, 1975. március 3.) újságíró, író, lapszerkesztő, id. Lovászy Márton fia.

## Élete
Lovászy Márton és Schäffner Angyalka (1871–1932) fia. A Budapesti Tudományegyetem állam- és jogtudományi karán tanult. 1912-től 1919-ig az ellenzéki Magyarország című lap munkatársaként  dolgozott. 1920-ban követte apját a Bécsbe, aki a Károlyi-kormányban betöltött szerepe miatt kényszerült emigrációba. 1921-től apja és Garami Ernő szerkesztette Jövő című lap nyomdai szerkesztője volt. 1923-ban tért vissza Magyarországra, és az Esti Kurír munkatársa lett. 1939-től volt a lap felelős szerkesztője.
1928-ban jelent meg Írisz című kisregénye. Ezt követően még számos kisregénye, regénye jelent meg elsősorban a Világvárosi Regények sorozatban. Egyes műveit kiadták angol, francia, cseh és román nyelven is.
A második világháború után a Reggeli Újság szerkesztője, majd a Friss Újság egyik vezető munkatársa volt. Rádiójátékok és dokumentumműsorok írója illetve összeállítója. Írásai jelentek meg az ifjúsági és gyermekirodalom újságjaiban is. 1958-ban a Magyar Néphadsereg Színháza mutatta be Róna Tiborral írt verses ifjúsági színművét, a Robin Hood-ot.
Megjelentette Károlyi Mihályra és körére vonatkozó visszaemlékezéseinek nagy részét.
Idősebb korában a Ludas Matyiban jelentek meg bölcs humorú versei és egyéb szatirikus írásai.

## Magánélete
Első felesége báró Splényi Mária Adrienne (1893–1964) volt, akit 1918. június 22-én Budapesten vett nőül, ám 1930-ban elváltak. Második házastársa Róth József és Bienenstock Fáni lánya, Debóra, "Dolly" (1902–1984) volt, akivel 1933. szeptember 14-én Budapesten, a Józsefvárosban kötött házasságot.
Gyermekei: Lovászy Angéla, Lovászy Lívia.

## Regényei, kisregényei
- Írisz, Pantheon Irodalmi Intézet, Budapest, 1928
- Éjfély kisasszony, Széchenyi Irodalmi és Művészeti R.-T., Budapest, 1943
- A nagy kísérlet, Athenaeum, Budapest, 1947; Fapadoskonyv.hu, Budapest, 2010, ISBN 9789632999746
- Az áruló pénz (folytatásos regény, Friss Újság, 1949. augusztus–december)

A budapesti Literária kiadó Világvárosi Regények sorozatában megjelent kisregényei:
A budapesti kiadásokban négy kivételével még ifj. Lovászy Márton néven jelentek meg. (A háború utáni külföldi kiadásokban már nem.)
- Menekülés, 13. szám, 1932
- Hajnali látomás, 26. szám, 1932
- A szerencse éjszakája, 42. szám, 1932
- A nagyhercegné, 58. szám, 1933[14]
- A mámorsziget, 100. szám, 1933[14]
- A gazdag házasság, 131. szám, 1934
- Péntek éjjel, 148. szám, 1934
- Megmentelek!, 226. szám, 1935
- Soha ilyen éjszakát!, 242. szám, 1936
- A remek ötlet, 265. szám, 1936
- A rejtélyes vendég, 300. szám, 1936[14]
- A bezárt kabin, 315. szám, 1936[14]
- Moszkvai kaland, 370. szám, 1937
- Fogadó a három ördöghöz, 383. szám, 1937
- Negyven másodperc, 426. szám, 1937
- A platinakígyó, 443. szám, 1937
- A reklámvendég, 461. szám, 1937
- Éjjel tíztől háromig, 471. szám, 1937
- Vadon-út 5, 500. szám, 1938
- Új mese az írógépről, 523. szám, 1938
- A vonat elakad, 563. szám, 1938
- A júniusi hold, 570. szám, 1938

## Elbeszélés kötete
- Nehéz titok, Griff Könyvkiadó, Budapest, 1942[15]

## Színműve
- (Róna Tiborral): Robin Hood (Magyar Néphadsereg Színháza, 1958)